# Клан Бьюкенен
Бьюке́нен — один из кланов равнинной части Шотландии.

## История

### Происхождение
Традиционно принято считать, что клан берёт начало от Анселана О`Кина — сына одного из королей Ольстера. О`Кин высадился со своим войском в Аргайле в 1016 году. За помощь в борьбе с данами ему были пожалованы земли Бьюкенен на восточном побережье Лох-Ломонда, около современной деревни Киллеарн.
Клан Бьюкенен занял всё побережье Лох-Ломонда в 1225 году, когда один из графов Ленноксов даровал эти земли своему духовнику сэру Абсалону Бьюкенену. В середине XIII столетия сенешаль графа Леннокса Гилберт получил земли Бьюкенен в Стирлингшире и добавил к своему имени титул Бьюкенен.

### Войны за независимость Шотландии
Во время войн за независимость Шотландии клан поддерживал короля Роберта Брюса. Глава клана Морис, 10-й Бьюкенен отказался принести клятву на верность английскому королю. Ополчение клана воевало под руководством МалЬкольма II, графа Леннокса. Считается, что клан принимал участие в битве при Бэннокберне.

### XV столетие и борьба между кланами
Сэр Александр Бьюкенен с ополчением своего клана пришёл на помощь французам в битве против англичан при Боже в 1421 году. Во время сражения убил герцога Кларенса. Через 3 года в 1424 он сам погиб в битве при Вернёе.
Разногласия с кланом Макларен в XV столетии привели к кровопролитной битве при Лени.
В 1497 году Кеннет Маккензи, глава одноимённого клана, был убит лэрдом из клана Бьюкенен.

### XVI столетие и англо-шотландские войны
В XVI столетии клан Бьюкенен участвовал в англо-шотландских войнах. Так в 1513 году его члены сражались при Флоддене, а в 1547 г. при Пинки.

### XVII столетие и гражданская война
Во время гражданской войны сэр Джордж Бьюкенен являлся одним из руководителей ковенантского движения. Он руководил своим кланом во время битвы при Данбаре в 1650 году. В битве при Инверквитинге был захвачен англичанами и позднее умер в плену.
Клан также участвовал в битве при Ботвельском мосту в 1679 году на стороне ковенантов против правительственных войск.

### XVIII столетие и якобитские восстания
Клан не принимал участия в якобитских восстаниях. Однако в списках пленных шотландцев после битвы при Каллодене присутствуют два Бьюкенена — Александр и Джон.

## Замки
Замками клана Бьюкенен являлись дом Бьюкененов, замок Бьюкененов, замок Крегендов, замок Дангласс, Northbar House, Francis Fort и Wolfshire Manor. Также в Киллеарне расположен монумент Бьюкенена, установленный в честь шотландского гуманиста Джорджа Бьюкенена.

## Организации клана Бьюкененов
Существуют несколько организаций клана Бьюкененов.
Сообщество Бьюкененов основано в 1725 году в Глазго. Организация является благотворительной и занимается поддержкой членов клана. Обществу принадлежит монумент Бьюкенена в Киллеарне и островок Клаиринч в Лох-Ломонде.
В 1970 году в США основана международная организация Бьюкененов.